# Искър (район)
Вижте пояснителната страница за други значения на Искър.
„Искър“ е административен район в Столичната община. Наименуван е на река Искър, която протича в източната му част. Към 15 юни 2023 г. в района живеят 64 159 души по настоящ адрес и 69 019 души по постоянен адрес.

## География
Намира се в югоизточната част на общината, разположен на площ от 25,6 km2. Има 70 814 жители според преброяването от 2021 - 2022 година.
Районът включва:
- застроения с блокове жилищен комплекс „Дружба“ с подрайоните „Дружба 1“, „Дружба 2“ и „Цариградски комплекс“;
- застроените с еднофамилни къщи квартали „Димитър Миленков“ и „Абдовица“;
- село Бусманци;
- Научно-производствена зона Искър (НПЗ Искър) край железопътната гара Искър.

Забележителности на район „Искър“ са:
- паркът „Езеро“ с най-голямото езеро в жилищната част на София;
- паркът „Врана“ с редки дървета и храсти и царския дворец „Врана“.

## Квартали
- 7-и – 11-и километър (Карта) – малка част
- Абдовица (Карта)
- Димитър Миленков (Карта)
- Дружба (Карта)
- НПЗ Искър (Карта)
- Къро (Карта) – малка част
- Канала (Карта)
- Нови силози (Карта)

Районът включва още село Бусманци, както и значителни територии в източната част, невключени в определен квартал.

## История
За нуждите на работниците от предприятията в промишлената зона край гарата започват да се изграждат жилищни блокове през 1947 г. Това полага началото на градското застрояване на района и по-конкретно на бъдещия жилищен комплекс „Дружба“. Комплексът бързо се разраства и заедно с близките квартали и с. Бусманци, е обособен в отделен административен район „Искър“ през 1983 година.

## Население
Населението на район „Искър“ е с включените 1669 жители на село Бусманци към общия брой за района. Бусманци е с отделно кметство, поради което населението на селото се брои отделно.

### Етнически състав
Преброяване на населението през 2011 г.
Численост и дял на етническите групи според преброяването на населението през 2011 г.:
|                     | Численост | Дял (в %) |
| Общо                | 63 248    | 100.00    |
| Българи             | 55 408    | 87.60     |
| Турци               | 284       | 0.44      |
| Цигани              | 374       | 0.59      |
| Други               | 327       | 0.51      |
| Не се самоопределят | 224       | 0.35      |
| Неотговорили        | 6631      | 10.48     |

## Култура
В района действат следните културни центрове:
- Културен дом „Искър“ в жк. „Дружба 1“,
- Младежко читалище „Георги Минчев“ в жк. „Дружба 1“,
- Читалище „Елин Пелин“ в с. Бусманци.

Има 4 християнски храма – църквите „Св. Преп. Наум Охридски“ и „Въведение Богородично“ в ж.к. „Дружба 1“, параклисът „Св. Пророк Илия“ в ж.к. „Дружба 2“ и църквата „Успение Богородично“ в с. Бусманци.

## Образование
- 5 основни училища – 4 ОУ „Проф. Джон Атанасов“, 65 ОУ, 89 ОУ „Д-р Христо Стамболски“, 150 ОУ „Цар Симеон Първи“ и 163 ОУ „Черноризец Храбър“
- 3 средни (общински) училища – 68 СУ „Акад. Никола Обрешков“, 69 СУ „Димитър Маринов“ и 108 СУ „Никола Беловеждов“
- 1 средно (частно) училище – ЧСУ „Кралица София Испанска“
- 1 професионална гимназия – ПГ по транспорт
- 2 частни професионални колежа – ЧПК „Света Ариадна“ и ЧПК по транспорт

За най-малките се грижат 7 обединени детски заведения и 2 целодневни детски градини.